# Mött
Mött war ein deutsches Volumenmaß, vorwiegend in Marburg, Frankenberg und Ziegenhain. Maße waren Februar 1870 im Amtsblatt der Regierung zu Kassel festgelegt und veröffentlicht.

## Volumenmaß
- Getreidemaß:  1 Mött = 4 Meste = 16 Vierling = 64 Mäßchen = 5232 Pariser Kubikzoll = 103,8 Kilogramm (auch 5056,25 Pariser Kubikzoll)[1]
- Marburg,: 4 Mött = 1 Malter
- Frankenberg: 1 Malter = 2 Mött = 16 Mesten
- Ziegenhain: 1 Mötte = 8 Mesten = 16 Metzen = 64 Vierling = 128 Mäßchen = 7584,375 Pariser Kubikzoll
- 1 Mött = 1,8837 Hektoliter
  - Umkehrschluss: 1 Hektoliter = 0,26544 Malter = 0,53088 Mött

## Gewichtsmaß
- Kartoffeln: 1 Mött = 85 Kilogramm